# Pietro Tacchini
Pietro Tacchini (Mòdena, 21 de març de 1838 - id., 25 de març de 1905) va ser un astrònom italià.
El 1859 va ser nomenat director de l'Observatori de Mòdena. Des de 1863, a l'Observatori de Palerm, s'interessa principalment en l'observació del Sol. Després va ser director de l'Observatori de la Pontifícia Universitat Gregoriana de Roma. Juntament amb Angelo Secchi va fundar la Societat Espectroscòpica Italiana, en les publicacions de la qual des de llavors, va donar a conèixer les seves observacions. En 1874 va observar el trànsit de Venus en l'Índia. Va rebre la Medalla Rumford el 1888. Un cràter lunar i l'asteroide (8006) Tacchini va ser nomenat en el seu honor.